# Intelsat 30
Intelsat 30/DLA-1 ist ein Fernsehsatellit des International Telecommunications Satellite Consortium (Intelsat) mit Sitz in Luxemburg.
Er wurde am 16. Oktober 2014 mit einer Ariane-5-Trägerrakete vom Centre Spatial Guyanais zusammen mit ARSAT-1 in eine geostationäre Umlaufbahn gebracht.
Der dreiachsenstabilisierte Satellit ist mit 72 Ku-Band- und 10 C-Band-Transpondern ausgerüstet und soll von der Position 95° West zusammen mit Intelsats Galaxy 3C Lateinamerika mit Fernsehen versorgen. Er wurde auf Basis des Satellitenbus LS-1300 der Firma Space Systems/Loral gebaut und besitzt eine geplante Lebensdauer von 15 Jahren.